# NGC 6308
NGC 6308 est une vaste galaxie spirale intermédiaire (barrée ?) relativement éloignée et située dans la constellation d'Hercule. Sa vitesse par rapport au fond diffus cosmologique est de 8 797 ± 3 km/s, ce qui correspond à une distance de Hubble de 129,7 ± 9,1 Mpc (∼423 millions d'al). NGC 6308 a été découverte par l'astronome allemand Albert Marth en 1863.
La classe de luminosité de NGC 6308 est III et elle présente une large raie HI. De plus, c'est une galaxie du champ, c'est-à-dire qu'elle n'appartient pas à un amas ou un groupe et qu'elle est donc gravitationnellement isolée.